# Shiranuka
Shiranuka (japanska: 白糠町?, Shiranuka-chō) är en landskommun (köping) i Hokkaido prefektur i Japan. 